# Charles-Étienne Corpet
Charles-Étienne Corpet né le 6 octobre 1831 à Paris et mort dans cette même ville le 21 avril 1903 est un peintre français.

## Biographie
Charles-Étienne Corpet est le fils d'Étienne François Corpet (1804-1857), homme de lettres, et de Marie Euphrosine Benoît.
Il épouse en 1848 Blanche Veilh de Boisjolin. Leur fils Armand-Étienne Corpet sera également peintre.
Il meurt à son domicile de la rue de Charonne le 21 avril 1903.